# Chambre de commerce et d'industrie de Saint-Omer Saint-Pol-sur-Ternoise
La chambre de commerce et d’industrie de Saint-Omer Saint-Pol-sur-Ternoise était l'une des six chambres de commerce et d'industrie du département du Pas-de-Calais. Son siège était à Saint-Omer au 16, place Victor Hugo. Elle a fusionné avec la chambre de commerce et d'industrie du Grand Lille, le 1er janvier 2008.
Elle faisait partie de la chambre régionale de commerce et d’industrie du Nord - Pas-de-Calais.

## Missions
À ce titre, elle était un organisme chargé de représenter les intérêts des entreprises commerciales, industrielles et de service des environs de Saint-Omer et de Saint-Pol-sur-Ternoise partie du département du Pas-de-Calais et de leur apporter certains services. C' était un établissement public qui gère  en outre des équipements au profit de ces entreprises.
Comme toutes les CCI, elle était placée sous la double tutelle du Ministère de l'Industrie et du Ministère des PME, du Commerce et de l'Artisanat.

### Service aux entreprises
- Centre de formalités des entreprises
- Assistance technique au commerce
- Assistance technique à l'industrie
- Assistance technique aux entreprises de service

### Gestion d'équipements
- Port fluvial d'Arques.

## Historique
Son président était Xavier Ibled (cadre à Arc International). Il remplace Robert Gilliers (transporteur) à la présidence en 2004.
- 8 mai 2007 : Décret de fusion de cette chambre, de la chambre de commerce et d'industrie d'Armentières - Hazebrouck, de la chambre de commerce et d'industrie de Douai, de la chambre de commerce et d'industrie de Lille Métropole.
- 2008 : Formation de la chambre de commerce et d'industrie du Grand Lille.

## Pour approfondir